# Axinellida
Axinellida is een orde van sponsdieren uit de klasse van de Demospongiae (gewone sponzen).

## Families
- Axinellidae Carter, 1875
- Heteroxyidae Dendy, 1905
- Raspailiidae Nardo, 1833
- Stelligeridae Lendenfeld, 1898